# Lit (singel StayC)
Lit – trzeci japoński singel południowokoreańskiej grupy STAYC. Został wydany 6 grudnia 2023 roku na CD.
Wydanie fizyczne jest dostępne w dziewięciu wersjach: zwykłej, limitowanej A, limitowanej B i sześciu wersjach poszczególnych członkiń.

## Historia wydania
19 września ogłoszono, że grupa wyda swój trzeci japoński singel na początku grudnia.
Cyfrowa wersja piosenki „LIT” miała swoją premierę 29 listopada 2023 roku.
Druga piosenka „Bubble -Japanese Ver.-” w cyfrowej wersji została wydana 6 grudnia 2023, wspólnie z singlem w wersji CD.

## Kompozycja
Utwór tytułowy „LIT” jest oryginalną japońską piosenką, która koncentruje się na przyszłości, „rozpala” na swój własny sposób. Melodia w średnim tonie przekazuje to przesłanie poprzez mieszankę języka japońskiego i koreańskiego.
Drugi utwór jest japońską wersją piosenki „Bubble” z minialbumu Teenfresh, wydanego w Korei 16 sierpnia 2023.

## Lista utworów
| CD | CD                       | CD      |
| Nr | Tytuł utworu             | Długość |
| -- | ------------------------ | ------- |
| 1. | „LIT”                    | 2:51    |
| 2. | „Bubble -Japanese Ver.-” | 2:59    |